# Chaetodon meyeri
Chaetodon meyeri är en fiskart som beskrevs av Bloch och Schneider, 1801. Chaetodon meyeri ingår i släktet Chaetodon och familjen Chaetodontidae. IUCN kategoriserar arten globalt som livskraftig. Inga underarter finns listade i Catalogue of Life.